# خوانفران (بازیکن فوتبال، زاده ۱۹۷۶)
خوانفران (هلندی: Juanfran؛ زادهٔ ۱۵ ژوئیهٔ ۱۹۷۶) یک بازیکن فوتبال اهل اسپانیا است.
وی همچنین در تیم ملی فوتبال اسپانیا بازی کرده‌است.